# Гистиоцитоз
Гистиоцито́з — избыточное количество гистиоцитов (тканевых макрофагов), а также группа редких заболеваний, характеризующихся этим симптомом. Нередко термин «гистиоцитоз» без уточнения используют для обозначения отдельных заболеваний этой группы (например, лангергансоклеточный гистиоцитоз).

## Классификация
Первая классификация гистиоцитозов, предложенная в 1987 году, разделяла их на три группы: лангергансоклеточные гистиоцитозы, нелангергансоклеточные гистиоцитозы, злокачественные гистиоцитозы. В дальнейшем такой подход был пересмотрен в связи с выявленными противоречиями. Так, обнаружилось, что исходно отнесённая к нелангергансоклеточным гистиоцитозам болезнь Эрдгейма — Честера в 20 % случаев характеризуется также и лангергансоклеточными поражением. Согласно обновлённой классификации 2016 года выделяют 5 групп гистиоцитозов:
- группа L: лангергансоклеточный гистиоцитоз и болезнь Эрдгейма — Честера,
- группа C: кожные и кожно-слизистые нелангергансоклеточные гистиоцитозы (в том числе ювенильная ксантогранулёма[англ.]),
- группа M: злокачественные гистиоцитозы[англ.] (в том числе острый моноцитарный лейкоз),
- группа R: болезнь Розаи — Дорфмана[англ.] и различные некожные гистиоцитозы,
- группа H: гемофагоцитарный лимфогистиоцитоз[англ.] и синдром активации макрофагов[англ.].